# Poço das Antas
Poço das Antas egy község (município) Brazília Rio Grande do Sul államában, a Taquari-völgyben. Népességét 2022-ben 2171 főre becsülték.
A név jelentése tapír-verem. A községnek nincs köze a Poço das Antas biológiai rezervátumhoz (RJ állam), sem a Poço das Antas tórendszerhez (Mongaguá, SP állam).

## Története
A gyarmatosítás előtti időkben a térséget természeti népek lakták, jelenlétükre kerámialeletek utalnak. A 19. században Poço das Antas területe a Dona Joana királyi földadományhoz (sesmaria) tartozott, a század közepén megemlítik Jacuí báróját tulajdonosként, azonban nem népesült be és nem használták ki. A telepítés csak az 1870-es évek végén kezdődött, miután az 1878-ban megalakult Jacob Ely & Weber gyarmatosító társaság hívására német származású bevándorlók érkeztek a Caí-völgyből; ekkor a helyet Doppel-Pikadenak nevezték.
A németek kultúrája a mai napig meghatározó a településen. Az oktatás mindig is fontos volt a közösség számára: az egyik első felépített épület az iskola volt, és a község ma is előkelő helyen áll az országos műveltségi rangsorban. Az oktatás mellett a vallásosság is kiemelkedő helyet foglal el a lakosság életében.
1924-ben São João de Montenegro kerületévé nyilvánították. 1963-ban a Montenegroból kiváló Salvador do Sul kerülete lett. 1988-ban függetlenedett és 1989-ben önálló községgé alakult. 1991-ben területe nőtt, mivel a korábban Barãohoz tartozó Boa Vista Poço das Antashoz csatlakozott.

## Leírása
Székhelye Poço das Antas, további kerületei nincsenek. Ami a gazdaságot illeti, az elsődleges ágazatban a hangsúly a csirke-, sertés-, tej-, faszén-, dísznövény-, és akácfa-termelésen van. Az ipar szempontjából említést érdemel a bútor, furnér, mandolate (a turrónhoz hasonló brazil édesség) gyártása, szeszfőzdék, pékségek, mezőgazdasági üzemek, fazekas- és cipészműhelyek.